# 川又堅碁
川又 堅碁（かわまた けんご、1989年10月14日 - ）は、愛媛県西条市出身のプロサッカー選手。Jリーグ・アスルクラロ沼津所属。ポジションはフォワード（FW）。元日本代表。
妻はモデルで女優の田中道子。

## クラブ経歴

### 愛媛FC
愛媛県立小松高校在学中の2006年、地元の愛媛FCに特別指定選手に登録される。同年、J2リーグ第41節水戸ホーリーホック戦で現役高校生ながらもJリーグデビューを果たし、第42節モンテディオ山形戦では田中俊也のゴールをアシストした。

### アルビレックス新潟
高校卒業後はアルビレックス新潟に入団し、2010年はブラジルのサンパウロ州2部リーグに所属するカタンドゥヴェンセに半年間の期限付き移籍。2011年はリーグ戦こそ23試合に出場して無得点に終わったが、シーズンを通して試合出場を重ね、ヤマザキナビスコカップ準々決勝・名古屋グランパス戦でプロ初ゴールを決めた。
2012年はファジアーノ岡山に期限付き移籍。得点ランキングで2位となる18得点を挙げた。
2013年に新潟へ復帰。第9節の清水エスパルス戦でJ1初得点を決めると、第11節のサガン鳥栖戦では、プロ入り初となるハットトリックを達成。第30節の湘南ベルマーレ戦では、ザッケローニ代表監督が視察する前で 2度目のハットトリックを達成。
同試合でリーグ20点目を決めたが、これは前年J2所属の日本人選手としては初である。最終的にリーグ2位となる23ゴールを記録し、Jリーグアウォーズでは優秀選手賞を受賞。新潟の選手としては2010年のマルシオ・リシャルデス以来、日本人選手では初のベストイレブンにも選出された。
2014年も新潟でプレーを続けたが、W杯による中断明け以降はベンチ外要員となった。

### 名古屋グランパス
2014年8月、名古屋グランパスへ完全移籍。2015年は、レギュラーとして33試合に出場し、3月には自身初の日本代表にも選出された。
2016年は、新加入のシモビッチの活躍で出場機会が減り、17試合5得点と思うような結果が出ず、チームもクラブ史上初のJ2降格となった。シーズン終了後に新GMや新監督が決まっていない状況で契約更改交渉を行う事になり、約4割の大幅減俸での単年契約でオファーを受けた。

### ジュビロ磐田
2017年シーズンより名古屋からジュビロ磐田へ完全移籍する事が発表された。3月11日、第3節の大宮アルディージャ戦で移籍後初得点を決めた。昨シーズンまで在籍したジェイが昨季14得点に対して川又は昨季5得点しか決めておらず、名波浩監督の元にも「『点を取っていないFWを獲ってどうするんだ』という声が自分まで届いてきた」と批判的な声もあったが、「外国人FWを獲らないということは、川又に対する『お前が年間を通して出続けなければいけないんだぞ』『そういう覚悟を持って、練習から常に全力でやれよ』という無言のメッセージでもあります」、「興梠慎三、佐藤寿人、前田遼一とか、多くのストライカーが30歳あたりから改めて点を取り出している。それを考えれば、27歳はまだ若い。にもかかわらず、外国人FWを獲ってしまえば、その可能性にフタをしてしまうことになりかねない」と川又を信頼し、第24節のヴィッセル神戸戦で自身4シーズンぶりの2桁得点を記録した。最終的には、昨季のジェイと同じシーズン14得点を挙げた。
2018シーズンは、第5節の浦和レッズ戦でシーズン初得点を記録。第10節のV・ファーレン長崎、第11節のセレッソ大阪戦、第13節の柏レイソル戦で得点を挙げ、チームを暫定5位へ押し上げた。10月30日、ルヴァンカップ王者の湘南ベルマーレとの試合では前半34分に決勝点を挙げ、チーム7戦ぶりの勝利と自身初のJ1リーグ2年連続2桁得点を達成。11月3日、J1第32節・サンフレッチェ広島戦で得点を挙げたが、後半27分に負傷交代。12月1日、J1第34節の川崎フロンターレ戦で先発復帰した が、得点は挙げられず、チームは16位に転落。J1参入プレーオフに回った。プレーオフでは、足の調子が良くなかった ことから、ベンチスタートとなった。自身の出場は最後まで無かったが、先制点を挙げた小川航基について「代わりに航基がしっかり決めてくれたから。最高です」と喜んだ。
2019年シーズン、開幕戦の松本山雅FCとの試合は怪我の影響で後半途中出場となったが、同点ゴールを決めてプロ12年目で初となる開幕戦でのゴールを挙げた。第2節から第4節まで先発でフル出場を果たすも、怪我で離脱。4月28日、第9節の札幌戦で途中出場から復帰を果たすも、後半74分にCKの際に勢い余って右肘をゴールポストにぶつけて途中交代となってしまった。後日、右肩関節脱臼と発表され、一時は腕が動かず、日常生活にも支障をきたすほどの大怪我となり、長期離脱となった。第26節の川崎戦で復帰を果たすも、得点は開幕戦で決めた1得点のみで、チームもJ2降格となった。シーズン終了後の12月9日に、自身初の契約満了により契約しないという「0円提示」を受けて、3年間在籍した磐田を退団する事が発表された。

### ジェフユナイテッド千葉
磐田退団後は、移籍先が決まらず2020年1月13日から始まったジェフユナイテッド市原・千葉の沖縄キャンプに練習生として参加。そこでのアピールが実り、同月24日に千葉へ完全移籍で加入すると発表された。2023年1月5日をもって退団が正式決定。

### アスルクラロ沼津
足の手術の影響もあり、千葉退団後は所属先が決まっていなかったが、2023年8月3日、アスルクラロ沼津に加入が決まった。同年10月8日に行われたJ3リーグ 30節 FC岐阜戦にて移籍後初ゴールを決めた。

## 日本代表
2015年3月、負傷の小林悠に代わって日本代表に招集され、27日のチュニジア戦でA代表デビューを果たし、31日のウズベキスタン戦で初ゴールを記録。
2017年12月4日、EAFF E-1フットボールチャンピオンシップ2017に挑む日本代表メンバーに2年4ヶ月ぶりに追加招集された。
2018年10月8日、FW浅野拓磨の怪我による不参加に伴い、キリンチャレンジカップ2018のパナマ戦・ウルグアイ戦に追加召集された。10月12日、パナマ戦に南野拓実と交代で66分から出場し、85分には自身A代表2点目となる追加点を挙げたと見られたが、オウンゴールに訂正された。

## エピソード
- プロデビュー戦の2008年ナビスコカップ第4節横浜F・マリノス戦ではわずか11分で交代となった[33]。
- 2011年Jリーグ第11節柏レイソル戦でブルーノ・ロペスの離脱により、リーグ戦初先発の可能性があったが、胃腸炎になり出場出来なかった。代わりに酒井宣福が初先発となり、チームは0対3で敗れた[34]。
- 2011年のナビスコカップ準々決勝、対名古屋戦で「誰だよ、お前？名前を教えてくれよ」と田中マルクス闘莉王にすごまれた[35]。
- 2011シーズンまではゴールを決めることが出来ず、ポストを叩くことが多かったため「ポストマン」というあだ名がつけられていた[36]。
- 特技は習字で[37]、その腕前を生かして2013年の初めに向こう3年の目標を、1年ごとに書にしたためた。内容は「絶対に言いたくない」という[35]。
- ロングスローには自信を持っており、2018年のJ1第15節・湘南戦でクイックリスタートから投じたロングスローには、磐田と湘南の両チームのサポーターから歓声が起こった。試合後に「岡山でも投げてましたけど、たぶんJリーグで俺が一番ロングスロー投げれますよ（笑）」と語っている[38]。
- 2017年シーズンのジュビロ磐田加入後、アダイウトンと坊主頭に左右対称的な剃り込みを入れた。
- 私生活では、モデルで女優の田中道子と結婚したことを2024年4月22に田中が自身の所属事務所の公式ホームページにて発表した[2]。

## 所属クラブ
- 周布スポーツ少年団
- 2002年 - 2004年 東予市立東中学校
- 2005年 - 2007年 愛媛県立小松高校
  - 2006年 - 2007年  愛媛FC（特別指定選手）
- 2008年 - 2014年8月  アルビレックス新潟
  - 2010年 - 同年6月  グレミオ・カタンドゥヴェンセ・ジ・フチボウ（期限付き移籍）
  - 2012年  ファジアーノ岡山FC（期限付き移籍）
- 2014年8月 - 2016年  名古屋グランパス
- 2017年 - 2019年  ジュビロ磐田
- 2020年 - 2022年  ジェフユナイテッド市原・千葉
- 2023年8月 -  アスルクラロ沼津

## 個人成績
| 国内大会個人成績 | 国内大会個人成績   | 国内大会個人成績 | 国内大会個人成績 | 国内大会個人成績             | 国内大会個人成績 | 国内大会個人成績 | 国内大会個人成績 | 国内大会個人成績 | 国内大会個人成績 | 国内大会個人成績 | 国内大会個人成績 |
| 年度             | クラブ             | 背番号           | リーグ           | リーグ戦                     | リーグ戦         | リーグ杯         | リーグ杯         | オープン杯       | オープン杯       | 期間通算         | 期間通算         |
| 年度             | クラブ             | 背番号           | リーグ           | 出場                         | 得点             | 出場             | 得点             | 出場             | 得点             | 出場             | 得点             |
| 日本             | 日本               | 日本             | 日本             | リーグ戦                     | リーグ戦         | リーグ杯         | リーグ杯         | 天皇杯           | 天皇杯           | 期間通算         | 期間通算         |
| ---------------- | ------------------ | ---------------- | ---------------- | ---------------------------- | ---------------- | ---------------- | ---------------- | ---------------- | ---------------- | ---------------- | ---------------- |
| 2006             | 愛媛               | 29               | J2               | 2                            | 0                | -                | -                | 0                | 0                | 2                | 0                |
| 2007             | 愛媛               | 29               | J2               | 0                            | 0                | -                | -                | 0                | 0                | 0                | 0                |
| 2008             | 新潟               | 18               | J1               | 1                            | 0                | 1                | 0                | 1                | 0                | 3                | 0                |
| 2009             | 新潟               | 18               | J1               | 1                            | 0                | 1                | 0                | 0                | 0                | 2                | 0                |
| ブラジル         | ブラジル           | ブラジル         | ブラジル         | リーグ戦                     | リーグ戦         | ブラジル杯       | ブラジル杯       | オープン杯       | オープン杯       | 期間通算         | 期間通算         |
| 2010             | カタンドゥヴェンセ |                  | サンパウロ州2部  |                              |                  |                  |                  |                  |                  |                  |                  |
| 日本             | 日本               | 日本             | 日本             | リーグ戦                     | リーグ戦         | リーグ杯         | リーグ杯         | 天皇杯           | 天皇杯           | 期間通算         | 期間通算         |
| 2010             | 新潟               | 18               | J1               | 4                            | 0                | 0                | 0                | 2                | 0                | 6                | 0                |
| 2011             | 新潟               | 18               | J1               | 23                           | 0                | 2                | 1                | 2                | 2                | 27               | 3                |
| 2012             | 岡山               | 20               | J2               | 38                           | 18               | -                | -                | 2                | 0                | 40               | 18               |
| 2013             | 新潟               | 20               | J1               | 32                           | 23               | 6                | 1                | 2                | 0                | 40               | 24               |
| 2014             | 新潟               | 20               | J1               | 14                           | 3                | 5                | 0                | 1                | 0                | 20               | 3                |
| 2014             | 名古屋             | 32               | J1               | 15                           | 4                | -                | -                | 0                | 0                | 15               | 4                |
| 2015             | 名古屋             | 32               | J1               | 33                           | 9                | 6                | 2                | 1                | 0                | 40               | 11               |
| 2016             | 名古屋             | 32               | J1               | 17                           | 5                | 6                | 1                | 1                | 0                | 24               | 6                |
| 2017             | 磐田               | 20               | J1               | 34                           | 14               | 0                | 0                | 2                | 2                | 36               | 16               |
| 2018             | 磐田               | 20               | J1               | 31                           | 11               | 2                | 1                | 2                | 3                | 35               | 15               |
| 2019             | 磐田               | 20               | J1               | 8                            | 1                | 0                | 0                | 1                | 0                | 9                | 1                |
| 2020             | 千葉               | 44               | J2               | 27                           | 6                | -                | -                | -                | -                | 27               | 6                |
| 2021             | 千葉               | 9                | J2               | 0                            | 0                | -                | -                | 0                | 0                | 0                | 0                |
| 2022             | 千葉               | 9                | J2               | 2                            | 0                | -                | -                | 0                | 0                | 2                | 0                |
| 2023             | 沼津               | 20               | J3               | 8                            | 1                | -                | -                | -                | -                | 8                | 1                |
| 2024             | 沼津               | 20               | J3               | 28                           | 3                | 1                | 0                | 1                | 0                | 30               | 3                |
| 2025             | 沼津               | 20               | J3               |                              |                  |                  |                  |                  |                  |                  |                  |
| 通算             | 日本               | 日本             | J1               | 213                          | 70               | 29               | 6                | 15               | 7                | 257              | 83               |
| 通算             | 日本               | 日本             | J2               | 69                           | 24               | -                | -                | 2                | 0                | 71               | 24               |
| 通算             | 日本               | 日本             | J3               | 36                           | 4                | 1                | 0                | 1                | 0                | 38               | 4                |
| 通算             | ブラジル           | ブラジル         | サンパウロ州2部  | \|\|\|\|\|\|\|\|\|\|\|\|\|\| |                  |                  |                  |                  |                  |                  |                  |
| 総通算           | 総通算             | 総通算           | 総通算           | 318                          | 98               | 30               | 6                | 18               | 7                | 366              | 111              |

- 2006年、2007年は特別指定選手として登録。

出場歴
- Jリーグ初出場 - 2006年9月23日 J2第41節 水戸ホーリーホック戦 (笠松運動公園陸上競技場)
- Jリーグ初得点 - 2012年4月1日 J2第6節 徳島ヴォルティス戦 (鳴門・大塚スポーツパークポカリスエットスタジアム)

## タイトル

### 個人
- Jリーグベストイレブン：1回（2013年）
- Jリーグ・優秀選手賞：1回（2017年）

## 代表歴

### 出場大会
- U-17日本代表（2006年）
- U-18日本代表（2007年）
- U-19日本代表（2008年）
- 日本代表
  - 2015年 - 東アジアカップ
  - 2017年 - EAFF E-1フットボールチャンピオンシップ2017
  - 2018年 - キリンチャレンジカップ2018

### 試合数
- 国際Aマッチ 9試合 1得点（2015年 - 2018年）

| 日本代表 | 国際Aマッチ | 国際Aマッチ |
| 年       | 出場        | 得点        |
| -------- | ----------- | ----------- |
| 2015     | 5           | 1           |
| 2017     | 3           | 0           |
| 2018     | 1           | 0           |
| 通算     | 9           | 1           |

### 出場
| No. | 開催日         | 開催都市 | スタジアム                   | 対戦国                 | 結果 | 監督                       | 大会                       |
| --- | -------------- | -------- | ---------------------------- | ---------------------- | ---- | -------------------------- | -------------------------- |
| 1.  | 2015年3月27日  | 大分     | 大分スポーツ公園総合競技場   | チュニジア             | ○2-0 | ヴァイッド・ハリルホジッチ | キリンチャレンジカップ2015 |
| 2.  | 2015年3月31日  | 調布     | 味の素スタジアム             | ウズベキスタン         | ○5-1 | ヴァイッド・ハリルホジッチ | JALチャレンジカップ2015    |
| 3.  | 2015年8月2日   | 武漢     | 武漢体育中心                 | 朝鮮民主主義人民共和国 | ●1-2 | ヴァイッド・ハリルホジッチ | EAFF東アジアカップ2015     |
| 4.  | 2015年8月5日   | 武漢     | 武漢体育中心                 | 韓国                   | △1-1 | ヴァイッド・ハリルホジッチ | EAFF東アジアカップ2015     |
| 5.  | 2015年8月9日   | 武漢     | 武漢体育中心                 | 中国                   | △1-1 | ヴァイッド・ハリルホジッチ | EAFF東アジアカップ2015     |
| 6.  | 2017年12月9日  | 調布     | 味の素スタジアム             | 朝鮮民主主義人民共和国 | ○1-0 | ヴァイッド・ハリルホジッチ | EAFF E-1サッカー選手権2017 |
| 7.  | 2017年12月12日 | 調布     | 味の素スタジアム             | 中国                   | ○2-1 | ヴァイッド・ハリルホジッチ | EAFF E-1サッカー選手権2017 |
| 8.  | 2017年12月16日 | 調布     | 味の素スタジアム             | 韓国                   | ●1-4 | ヴァイッド・ハリルホジッチ | EAFF E-1サッカー選手権2017 |
| 9.  | 2018年10月12日 | 新潟     | デンカビックスワンスタジアム | パナマ                 | ○3-0 | 森保一                     | キリンチャレンジカップ2018 |

### ゴール
| #  | 開催年月日    | 開催地 | 対戦国         | 勝敗 | 試合概要                |
| -- | ------------- | ------ | -------------- | ---- | ----------------------- |
| 1. | 2015年3月31日 | 調布   | ウズベキスタン | ○5-1 | JALチャレンジカップ2015 |